# Wonderman (The Rasmus)
Wonderman è un singolo del gruppo musicale finlandese The Rasmus, pubblicato il 22 settembre 2017 come quarto estratto dal nono album in studio Dark Matters.

## Tracce
1. Wonderman – 3:23 (Lauri Ylönen, Pauli Rantasalmi, Carl Restivo)

## Formazione
Gruppo
- Lauri Ylönen – voce
- Pauli Rantasalmi – chitarra
- Eero Heinonen – basso
- Aki Hakala – batteria

Altri musicisti
- The Family – programmazione
- Jonas W. Karlsson – programmazione aggiuntiva

Produzione
- Nino Laurenne – produzione, registrazione
- The Rasmus – produzione
- Anders Hvenare – missaggio
- The Family – missaggio
- Anders Pantzer – assistenza tecnica
- Staffen Birkedal – assistenza tecnica
- Claes Persson – mastering